# U-17-Fußball-Europameisterschaft 2010
Die 28. U-17-Fußball-Europameisterschaft fand vom 18. bis 30. Mai 2010 in Liechtenstein statt. Das Turnier wurde in Vaduz (Rheinpark-Stadion) und Eschen (Sportpark Eschen-Mauren) ausgetragen.
Gastgeber Liechtenstein zog seine Mannschaft vor dem Turnier zurück, da man Befürchtungen hatte, dass die Mannschaft nicht konkurrenzfähig wäre und somit das Niveau des Turniers drücken würde. Den freien Platz nahm Frankreich als bester Gruppenzweiter der zweiten Qualifikationsrunde (Eliterunde) ein.
Titelverteidiger Deutschland konnte sich ebenso wie der Finalgegner des Vorjahres, die Niederlande, nicht qualifizieren. Da sich Österreich ebenfalls nicht qualifizieren konnte, war der einzige Vertreter aus dem deutschsprachigen Raum die Schweiz.

## Modus
Die acht qualifizierten Mannschaften wurden auf zwei Gruppen zu je vier Mannschaften aufgeteilt. Innerhalb der Gruppen spielt jede Mannschaft einmal gegen jede andere. Die Gruppensieger und Gruppenzweiten erreichen das Halbfinale. Die Halbfinalsieger erreichen das Finale, Platz drei wird nicht ausgespielt.

## Teilnehmer
Für das Turnier haben sich folgende acht Mannschaften qualifiziert:
| - Schweiz - Portugal - Spanien - Frankreich* | - Tschechien - England - Türkei - Griechenland |

Bemerkung: Nach dem Verzicht von Gastgeber Liechtenstein qualifizierte sich Frankreich als einziger Gruppenzweiter der Eliterunde für die EM.

## Vorrunde

### Gruppe A
| Pl. | Land       | Sp. | S | U | N | Tore    | Diff. | Punkte |
| --- | ---------- | --- | - | - | - | ------- | ----- | ------ |
| 1.  | Spanien    | 3   | 3 | 0 | 0 | 008:100 | +7    | 09     |
| 2.  | Frankreich | 3   | 2 | 0 | 1 | 005:300 | +2    | 06     |
| 3.  | Portugal   | 3   | 1 | 0 | 2 | 003:300 | ±0    | 03     |
| 4.  | Schweiz    | 3   | 0 | 0 | 3 | 001:100 | −9    | 0      |

|                        |   |            |     |
| 18. Mai 2010 in Eschen |   |            |     |
| Portugal               | – | Schweiz    | 3:0 |
| 18. Mai 2010 in Vaduz  |   |            |     |
| Frankreich             | – | Spanien    | 1:2 |
| 21. Mai 2010 in Vaduz  |   |            |     |
| Spanien                | – | Schweiz    | 4:0 |
| 21. Mai 2010 in Eschen |   |            |     |
| Frankreich             | – | Portugal   | 1:0 |
| 24. Mai 2010 in Vaduz  |   |            |     |
| Spanien                | – | Portugal   | 2:0 |
| 24. Mai 2010 in Eschen |   |            |     |
| Schweiz                | – | Frankreich | 1:3 |

### Gruppe B
| Pl. | Land         | Sp. | S | U | N | Tore    | Diff. | Punkte |
| --- | ------------ | --- | - | - | - | ------- | ----- | ------ |
| 1.  | England      | 3   | 3 | 0 | 0 | 006:200 | +4    | 09     |
| 2.  | Türkei       | 3   | 1 | 1 | 1 | 005:400 | +1    | 04     |
| 3.  | Tschechien   | 3   | 0 | 2 | 1 | 002:400 | −2    | 02     |
| 4.  | Griechenland | 3   | 0 | 1 | 2 | 001:400 | −3    | 01     |

|                        |   |              |     |
| 18. Mai 2010 in Vaduz  |   |              |     |
| England                | – | Tschechien   | 3:1 |
| 18. Mai 2010 in Eschen |   |              |     |
| Griechenland           | – | Türkei       | 1:3 |
| 21. Mai 2010 in Eschen |   |              |     |
| Türkei                 | – | Tschechien   | 1:1 |
| 21. Mai 2010 in Vaduz  |   |              |     |
| Griechenland           | – | England      | 0:1 |
| 24. Mai 2010 in Vaduz  |   |              |     |
| Türkei                 | – | England      | 1:2 |
| 24. Mai 2010 in Eschen |   |              |     |
| Tschechien             | – | Griechenland | 0:0 |

## Finalrunde
|  | Halbfinale | Halbfinale |         |         | Finale | Finale |
|  |            |            |         |         |        |        |
|  |            |            |         |         |        |        |
|  | England    | 2          |         |         |        |        |
|  | Frankreich | 1          |         |         |        |        |
|  |            |            | England | 2       |        |        |
|  |            |            |         | Spanien | 1      |        |
|  | Spanien    | 3          |         |         |        |        |
|  | Türkei     | 1          |         |         |        |        |
|  |            |            |         |         |        |        |

### Halbfinale
|                                    |   |            |           |
| 27. Mai 2010 um 16:00 Uhr in Vaduz |   |            |           |
| England                            | – | Frankreich | 2:1 (2:0) |
| 27. Mai 2010 um 20:00 Uhr in Vaduz |   |            |           |
| Spanien                            | – | Türkei     | 3:1 (1:0) |

### Finale
|                                    |   |         |           |
| 30. Mai 2010 um 17:30 Uhr in Vaduz |   |         |           |
| England                            | – | Spanien | 2:1 (1:1) |

## Schiedsrichter
Schiedsrichter
- Christof Virant
- Stanislav Todorov
- Antti Munukka
- Artyom Kuchin
- Vadims Direktorenko
- Euan Norris

Schiedsrichterassistenten
- Angelo Boonman
- Roland Brandner
- Orkhan Mammadov
- Sven Erik Midthjell
- Nikola Razić
- Marco Tropeano
- Laszlo Viszokai
- Matej Zunic

Vierte Offizielle
- Alain Bieri
- Stephan Klossner

## Beste Torschützen
| Platz | Spieler         | Tore |
| ----- | --------------- | ---- |
| 1     | Paco Alcácer    | 6    |
| 2     | Artun Akçakın   | 3    |
|       | Gerard Deulofeu | 3    |
|       | Connor Wickham  | 3    |

## Mannschaft des Turniers
| Torhüter                   | Abwehr                                                                              | Mittelfeld                                                                                          | Stürmer                                                                  | Bester Spieler |
| -------------------------- | ----------------------------------------------------------------------------------- | --------------------------------------------------------------------------------------------------- | ------------------------------------------------------------------------ | -------------- |
| Jack Butland Adrián Ortolá | Víctor Álvarez Luke Garbutt Tomáš Kalas Youssouf Sabaly Filip Twardzik Andre Wisdom | Ross Barkley José Campaña Conor Coady João Mário Josh McEachran Jakub Plšek Paul Pogba Eliott Sorin | Benik Afobe Paco Alcácer Gerard Deulofeu Jesé Yaya Sanogo Connor Wickham | Connor Wickham |